# Stazione di Campomigliaio
La stazione di Campomigliaio è una fermata ferroviaria della linea ferroviaria Faentina. È l'ultima fermata della nuova tratta, inaugurata nel 1999, prima del ricongiungimento con il tracciato della ferrovia Pontassieve-Borgo San Lorenzo.
Costituisce la seconda stazione del comune di San Piero a Sieve, dopo la stazione del capoluogo.

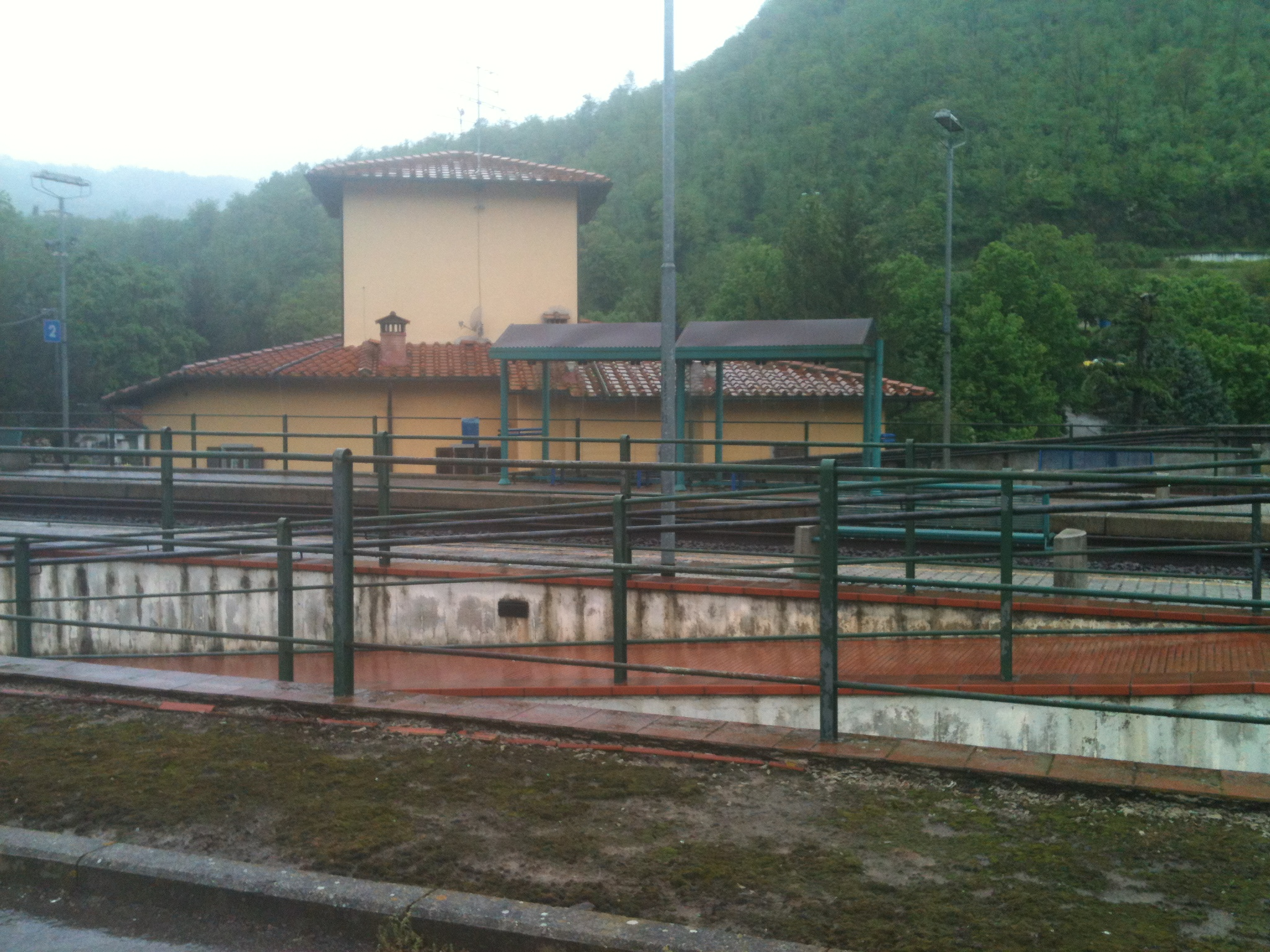
Piano del ferro e sottopassaggio

Posta in posizione leggermente sopraelevata rispetto alle località di Campomigliaio e Tagliaferro, nei pressi della ex strada statale 65 della Futa, è dotata di panchine coperte e un piccolo parcheggio scambiatore gratuito. I due binari che la compongono sono collegate con un sottopasso che permette di raggiungere anche la strada sottostante.
La realizzazione della fermata e di questo tratto di ferrovia ha comportato una serie di importanti lavori alla viabilità locale: la statale della Futa, che attraversava i due paesini, è stata declassata a strada cittadina, costituendone l'arteria principale. È comodamente collegata tramite rampe alla nuova bretella, costituente l'attuale statale, in posizione orientale rispetto ai paesi.

## Servizi
La stazione dispone di:
- Accessibilità per portatori di handicap
- Parcheggio di scambio